# Стефанович, Александр Борисович
Алекса́ндр Бори́сович Стефано́вич (13 декабря 1944, Ленинград — 13 июля 2021, Москва) — советский и российский кинорежиссёр, писатель, сценарист, актёр, заслуженный деятель искусств Российской Федерации (2003).

## Биография
Родился 13 декабря 1944 года в Ленинграде. В 1969 году окончил режиссёрский факультет ВГИКа, (мастерская Льва Кулешова). Ещё на студенческой скамье заявил о себе документальной лентой «Все мои сыновья», первым на отечественном телевидении фильмом-интервью, удостоенным Главного приза Всесоюзного фестиваля телефильмов и других наград. Фильм называли исповедью поколения.

С 1970 года начал работать режиссёром-постановщиком на «Мосфильме». Дебют в игровом кино — психологическая драма «Вид на жительство». Сотрудничал с Сергеем Михалковым, написал в соавторстве несколько сценариев, которые поставил как режиссёр. В том числе, острую сатирическую комедию «Пена» о нравах советской номенклатуры, с участием Анатолия Папанова, Ролана Быкова, Леонида Куравлёва. Газета «Нью-Йорк таймс» (от 2 декабря 1979; автор Энтони Остин) отмечала в рецензии: 
«Это едкая киносатира на коррупцию и привилегии советских высокопоставленных кругов выгодно отличается от заурядной советской пропаганды и режет мясо близко к костям».
Также работал в жанре музыкального фильма. Создал такие музыкальные ленты как: «Душа» (58 млн зрителей), «Начни сначала» (46 млн зрителей), «Два часа с бардами», «Кураж» и другие. Стефанович привёл в большое кино Андрея Макаревича и рок-группу «Машина времени», Софию Ротару, Александра Розенбаума, Сергея Мигицко, Альберта Филозова, композитора Давида Тухманова.
В 1974 году поставил первый отечественный киномюзикл «Дорогой мальчик», а также снял первые в СССР музыкальные клипы. Со слов Стефановича, именно он стал создателем сценического образа Аллы Пугачёвой, однако в 2019 году в телепрограмме «Пусть говорят» Пугачёва опровергла это заявление кинорежиссёра.
Стефанович снял около 50 документальных фильмов на ведущих отечественных телеканалах и зарубежных студиях. Многие из этих лент — «Жаркий август 1991 года», «Предостережение», «Кремлёвский заговор», «Сокровища русской церкви», «Звёзды первой величины» и др. — являются произведениями, вызывавшими большой общественный интерес. Классикой документального жанра стала серия кинопортретов крупнейших деятелей отечественной и мировой культуры:
- «Один час с Козинцевым»,
- «Иосиф Бродский. Страницы жизни»,
- «Тайна Лени Рифеншталь»,
- «Юрий Любимов. Монолог»,
- «Неистовый Зураб»,
- «Ирина Колпакова. Волшебство».

Кинодраматург, автор более 70 киносценариев. Работал журналистом, шеф-редактором журнала духовного поиска «Инейт», главным редактором журнала «Собственник», фотохудожником, был участником российских и международных выставок.
Автор книг «Я хочу твою девушку», «День божоле», «Человек из Останкино», «Никас Великолепный», «Париж ночью», «Кураж», получивших широкую известность.
Как заместитель председателя Совета Фонда содействия ЮНЕСКО внёс вклад в развитие российско-французского культурного сотрудничества.
Почётный академик Российской академии художеств.
Занимал должности вице-президента Московского отделения Творческого союза художников России, секретаря Московской организации Союза кинематографистов России. Был членом Союза писателей России, членом Союза журналистов России, членом Ассоциации русских писателей и художников Парижа, членом Французского общества авторов AGESSA.
24 октября 2003 года за заслуги в области искусства Александру Стефановичу присуждено почётное звание Заслуженный деятель искусств Российской Федерации.
19 июля 2010 года за заслуги в развитии отечественной культуры и плодотворную творческую деятельность награждён орденом Дружбы.
За вклад в отечественную культуру награждён Золотой медалью Российской академии художеств, Золотым орденом Фонда ЮНЕСКО, Золотой медалью Творческого союза художников России, Премией Союза журналистов России.
Лауреат отечественных и международных кинофестивалей.
Скончался 13 июля 2021 года в Москве на 77-м году жизни от последствий коронавируса; лежал в реанимации в больнице имени Бахрушиных с поражением лёгких от COVID-19. Церемония прощания состоялась в Москве 16 июля 2021 года в Центральном Доме кино. Похоронен на Троекуровском кладбище.

### Биография в датах
- В 1960—1963 рабочий, ассистент оператора Ленинградской студии телевидения.
- В 1963—1969 студент ВГИКа, мастерская Льва Кулешова.
- В 1965 актёрский дебют в игровом кино, «Одесская киностудия», художественный фильм «Прощай».
- В 1967 дебют в документальном кино как режиссёра и сценариста, «Лентелефильм», фильм «Все мои сыновья» (в соавторстве с О. Гвасалия).
- В 1968—1974 брак с Наталией Богуновой.
- В 1969 удостоен Главного приза Всесоюзного фестиваля телефильмов, фильм «Все мои сыновья».
- В 1969 окончил режиссёрский факультет ВГИКа.
- C 1970 до конца жизни — режиссёр-постановщик «Мосфильма».
- В 1972 режиссёрский дебют в игровом кино, «Мосфильм», фильм «Вид на жительство».
- В 1977—1981 брак с Аллой Пугачёвой.
- В 1979—1980 художественный руководитель ансамбля «Ритм» (солистка — Алла Пугачёва).
- В 1982—1983 режиссёр-постановщик программ рок-группы «Машина времени».
- В 1986—1987 главный режиссёр Театра-студии киноактёра.
- С 1987 работа на студиях Франции, Великобритании, Швеции, Финляндии, Швейцарии, Австрии, Болгарии, Грузии.
- В 1999 публикация первой книги, роман «Я хочу твою девушку», издательство АСТ.
- В 2003 указом Президента присвоено звание Заслуженный деятель искусств Российской Федерации.
- С 2005—2010 шеф-редактор журнала «Инейт».
- С 2006 член Совета Фонда содействия ЮНЕСКО.
- С 2007 академик, член Президиума Евразийской Академии телевидения и радио.
- С 2008 вице-президент и член Президиума Творческого союза художников России.
- С 2009 председатель Контрольно-ревизионной комиссии Союза кинематографистов Российской Федерации.
- С 2009 по 2017 являлся вице-президентом Евразийской Академии телевидения и радио.
- С 2009 заместитель председателя Совета Фонда содействия ЮНЕСКО.
- C 2009 почётный академик Российской академии художеств.
- С 2010 вице-президент Международной Евразийской Академии телевидения.
- В 2010 указом Президента Российской Федерации награждён орденом Дружбы.
- С 2011 преподавал «Основы режиссуры телевизионного фильма» на Высших курсах сценаристов и режиссёров.
- В 2011—2012 главный редактор журнала «Собственник».
- В 2012 награждён Специальным призом жюри за лучшую режиссуру на XIII Международном Евразийском телефоруме.
- В 2012 награждён Премией Союза журналистов России.
- С 2012 до конца жизни — Председатель жюри телефестиваля «Братина».
- В 2014 награждён Золотой медалью Российской академии художеств за вклад в отечественную культуру.
- С 2015 секретарь Московской организации Союза кинематографистов России.
- В 2015 награждён Призом за личный вклад в отечественный кинематограф на XI Международном кинофестивале «Победили вместе» в г. Севастополе.
- В 2015 награждён Специальным призом за развитие музыкального жанра в киноискусстве на XIII фестивале кино и театра «Амурская осень» в Благовещенске.
- В 2015 награждён Призом за выдающийся вклад в кино и телевидение на телевизионном фестивале «Братина» в г. Сергиев Посад.
- С 2015 профессор кафедры киноискусства Московского государственного института культуры.
- В 2016 председатель жюри XII Международного кинофестиваля «Победили вместе» в г. Севастополе.
- В 2016 председатель жюри конкурса фильмов «Образ Москвы» V Московского кинофестиваля «Будем жить».
- В 2016 председатель жюри ХХ телефестиваля «Братина». Белые столбы, «Госфильмофонд».
- C 2017 по 2019 год главный редактор обновленного журнала «Лавры Кино» - официального издания Госфильмофонда РФ.

### Личная жизнь
В официальном браке Стефанович был дважды:
- первая жена (с 1968 по 1974) — Наталия Богунова (1948—2013), актриса.
- вторая жена (с 1977 по 1981) — Алла Пугачёва (род. 1949), певица. Об этом периоде повествуют автобиографический роман «Кураж» и снятый по нему одноимённый телесериал.

Гражданские жёны:
- Юлия Лемигова, «Вице-мисс Вселенная».
- Алла Мочернюк, топ-модель 1980-х.

Детей нет.

## Фильмография

### Игровое кино
- 1972 — «Вид на жительство», режиссёр-постановщик (совместно с О. Гвасалия);
  - 1972 — Приз за лучший режиссёрский дебют (О. Гвасалия, А. Стефанович) на Фестивале «Мосфильма»;
- 1974 — «Дорогой мальчик», режиссёр-постановщик, автор сценария (совместно с С. Михалковым);
  - 1975 — Приз зрителей за лучший фильм для детей на Всесоюзном кинофестивале, ** Приз на фестивале «Артек-75»;
- 1977 — «Диск», режиссёр-постановщик, автор сценария;
- 1979 — «Пена», режиссёр-постановщик, автор сценария (совместно с С. Михалковым);
- 1981 — «Душа», режиссёр-постановщик, автор сценария (совместно с А. Бородянским);
  - 1982 — Приз жюри за лучшую операторскую работу, Приз зрителей на Фестивале «Мосфильма»;
- 1985 — «Начни сначала», режиссёр-постановщик, автор сценария (совместно с А. Бородянским)
- 1988 — «Два часа с бардами», автор сценария и режиссёр-постановщик;
- 2001 — «Осенний блюз», режиссёр-постановщик;
- 2004 — «Время жестоких», режиссёр-постановщик (совместно с Всеволодом Плоткиным);
- 2011 год — «Мечеть Парижской Богоматери», режиссёр-постановщик, наряду с Виленом Визильтером (автор фильма — Владимир Синельников[8]);
  - Специальный приз жюри за лучшую режиссуру на XIII Международном Евразийском телефоруме;
- 2014 — «Кураж», режиссёр-постановщик, автор сценария, исполнитель главной роли;
  - Приз на VI Международном фестивале во Владикавказе.

### Телевизионные и документальные фильмы
- 1967 — «Все мои сыновья», «Лентелефильм», автор сценария и режиссёр (совместно с О. Гвасалия);
  - 1969 — Главный приз Всесоюзного фестиваля телефильмов; Приз за лучший телефильм на Фестивале студенческих фильмов ВГИК;
  - Премия Союза журналистов СССР;
  - Премия Ленинградского комсомола,
  - Премия молодёжной редакции Центрального телевидения
  - и другие.
- 1968 — «Мосты» (ЛСДФ), режиссёр и автор сценария
- 1969 — «Волшебство» («Лентелефильм»), режиссёр;
  - 1970 — Приз за лучший музыкальный фильм на Всесоюзном фестивале телефильмов)
- 1970 — «Один час с Козинцевым» («Лентелефильм»), режиссёр
- 1972 — «С Богом, Ленинград» (Болгария), режиссёр и автор сценария
- 1973 — «История одной семьи» («Лентелефильм»), режиссёр и автор сценария
- 1975 — «Звёзды первой величины» («Лентелефильм»), режиссёр и автор сценария;
  - 1976 — Премия ЛО Союза журналистов СССР
- 1983 — «Предостережение» (Грузия), режиссёр и автор сценария
  - 1984 — Премия Академии наук СССР «За разработку актуальной проблемы „ядерной зимы“»
- 1987 — «Два часа с бардами» («Видеофильм»), 2 серии, режиссёр и автор сценария
- 1987 — «Бродский, Нобелевская премия» (Швеция), режиссёр и автор сценария
- 1988 — «Сокровища русской церкви» (Швеция), 3 серии, режиссёр и автор сценария
- 1989 — «Саймаа лайнс» (Финляндия), режиссёр и автор сценария
- 1990 — «Тебойл» (Финляндия), режиссёр и автор сценария
- 1991 — «XX лет» (Финляндия), режиссёр и автор сценария
- 1991 — «Русские песни» (Финляндия), режиссёр и автор сценария
- 1992 — «Кремлёвский заговор» (Франция-Великобритания-Швейцария-Австрия), режиссёр и автор сценария
- 1994 — «Стокгольм» (телеканал «Россия»), режиссёр и автор сценария
- 1994 — «Финляндия» (телеканал «Россия»), режиссёр и автор сценария
- 1994 — «Лапландия» (телеканал «Россия»), режиссёр и автор сценария
- 1995 — «Лазурный берег» (телеканал «Россия»), режиссёр и автор сценария
- 1995 — «Корсика» (телеканал «Россия»), режиссёр и автор сценария
- 1995 — «Монте-Карло без рулетки» (телеканал «Россия»), режиссёр и автор сценария
- 1996 — «Большое путешествие» (телеканал «Россия»), режиссёр и автор сценария
- 1996 — «Иосиф Бродский, штрихи к портрету» (ОРТ), режиссёр и автор сценария
- 1997 — «Московский джемсейшн» (ТВЦ), режиссёр и автор сценария
- 1998 — «Таганка. История театра», 2 фильма (Госкино-НЭЦКИ), режиссёр и автор сценария
- 1998 — «Юрий Любимов. Монолог» (ОРТ), режиссёр и автор сценария
- 1997 — «Юбилей» (ОРТ), режиссёр и автор сценария
- 1999 — «Москва новогодняя» (Госкино-НЭЦКИ), режиссёр и автор сценария
- 2001 — «Жаркий август 91 года» (телеканал «Россия»), режиссёр и автор сценария
- 2002 — «Тайна Лени Рифеншталь» (телеканал «Россия»), режиссёр и автор сценария
- 2003 — «Валерий Чкалов» (телеканал «Россия»), режиссёр и автор сценария
- 2004 — «Неистовый Зураб» («Клото»-ТВЦ), 2 серии, режиссёр
- 2007 — «Жаркий август 91-го года» (новая версия; телекомпания «Студия-1»), режиссёр и автор сценария;
  - 2008 — Приз «За лучший фильм» на IV Международном фестивале телефильмов в Севастополе
- 2011 — «Собственник» (телеканал «ВКТ»), режиссёр и автор сценария
- 2011 — «Никас Сафронов» (телекомпания «Sob.ru»), режиссёр и автор сценария
- 2012 — «Юлий Гусман» (телекомпания «Sob.ru»), режиссёр и автор сценария
- 2013 — «Депутат» (телекомпания «Студия-1»), режиссёр и автор сценария
- 2015 — «Вторая реальность» (телекомпания «Студия-1»), режиссёр и автор сценария.
- 2020 — «Иосиф Бродский. Часть речи» (Санкт-Петербургская студия документальных фильмов, «Первый канал»), режиссёр и автор сценария.
- 2021 — «Полёт Маргариты» (Студия «Лендок», «Первый канал»), режиссёр и автор сценария.
- 2021 — «Следствие по путчу. Разлом» («Первый канал»), режиссёр и автор сценария (монтаж фильма был закончен уже после кончины Стефановича)[9].

### Писатель
- «Я хочу твою девушку» (роман; в соавторстве с Э. Тополем; издательство «АСТ»)
- «День божоле» (озорные рассказы; издательство «Оникс XXI век»)
- «Человек из Останкино» (издательство «Художественная литература», премия Союза журналистов России)
- «Никас Великолепный» (документальный роман; издательство «Рипол-классик»)
- «Париж ночью» (роман; издательство «Рипол-классик»)
- «Кураж» (роман; издательство «Рипол-классик»)

#### Критика
Поэт Евгений Рейн писал:
Александр Стефанович создаёт современный плутовской роман. При этом он приоткрывает нам некоторые страницы собственной жизни, наполненной бурными событиями. В своих книгах автор смело использует формы, идущие от кино и телевидения, с их клиповой экспрессивностью, необычными ракурсами и крупными планами. В этом угадывается творческая манера кинорежиссера Александра Стефановича - автора ярких художественных и документальных фильмов. Позитивное восприятие жизни является важной частью философии автора. Он называет себя гедонистом, а к собственной жизни он относится как к произведению искусства. Поэтому ощущение праздника всегда пронизывает повествование.

### Сценарист
- «Авантюристка» (сценарий — 20 серий совместно с А. и С. Литвиновыми; телеканал «Россия»)
- «Свободный полёт одинокой блондинки» (сценарий — 16 серий совместно с Э. Тополем; телеканал «Россия»)
- «Всё это цветочки» (сценарий — 2 серии совместно с А. Ватьяном; телеканал НТВ)
- «Оскар за убойную роль» (сценарий 4 серии; Студия-1)
- «Смертельный аромат» (сценарий 4 серии; GP film)
- «Как это делалось в Одессе» (сценарий 2 серии; ТО «Старт», «Мосфильм»)
- «Запретные песенки» (сценарий 8 серий совместно с А. Шагановым; Студия-1)
- «Королевская базилика» (сценарий 2 серии; Basilica production)
- «Дорогой мальчик» (сценарий совместно с Сергеем Михалковым; «Мосфильм»)
- «Диск» (сценарий; «Мосфильм»)
- «Пена» (сценарий совместно с Сергеем Михалковым; «Мосфильм»)
- «Душа» (сценарий совместно с А. Бородянским; «Мосфильм»)
- «Начни сначала» (сценарий совместно с А. Бородянским; «Мосфильм»)
- «Барды» (сценарий; «Мосфильм»)
- «Чужие деньги» (сценарий совместно с Сергеем Михалковым; «Азербайджанфильм»),
- «Кураж» (сценарий 12 серий; телеканал «Первый канал»)

а также, автор сценариев более 40 документальных фильмов.

### Актёр
— главная роль

| Год  |   | Название            | Роль                     |
| ---- | - | ------------------- | ------------------------ |
| 1961 | ф | Шумят речные пороги | Джон Мак-Грегор          |
| 1966 | ф | Прощай              | Александр Юровский       |
| 1969 | ф | Проводы белых ночей | журналист                |
| 1972 | ф | Вид на жительство   | клерк (эпизод)           |
| 1981 | ф | Душа                | Сева                     |
| 2014 | ф | Кураж               | Алекс в наши дни (камео) |

### Фотохудожник
- 1988 — Выставка «Малая Грузинская», Москва
- 2005 — Выставка «Союз Муз», Москва
- 2007 — Выставка «Метрополис 2007», Москва
- 2007—2008 — Персональная выставка, музей А. Ахматовой, Санкт-Петербург
- 2009 — Персональная выставка, галерея «Ходынка», Москва
- 2011 — Всероссийская выставка «Серп и Молот», Москва (лауреат)
- 2012 — Выставка в Московской городской думе, Москва
- 2015—2016 — Выставка «Метрополис 2015—2016», Москва

## Награды
Государственные:
- заслуженный деятель искусств Российской Федерации (2003) — за заслуги в области искусства.
- орден Дружбы (2010) — за заслуги в развитии отечественной культуры и искусства, многолетнюю плодотворную деятельность[10].

Профессиональные награды:
- Золотая медаль Российской академии художеств за вклад в отечественную культуру.
- «Золотой орден» Фонда ЮНЕСКО.
- Орден «За заслуги» Союза журналистов России.
- «Золотая медаль» Творческого союза художников России.
- «Золотой орден» Международной конфедерации журналистских союзов.
- Премия Союза журналистов России.
- Приз за творческий вклад в отечественный кинематограф на XI Международном кинофестивале в Севастополе.
- Специальный приз за развитие музыкального жанра в киноискусстве на XIII фестивале кино и театра «Амурская осень» в Благовещенске.
- Приз за выдающийся вклад в кино и телевидение на телевизионном фестивале «Братина» в Сергиевом Посаде.

Другие награды:
- Медаль «Патриот России» «Росвоенцентра» при Правительстве Российской Федерации.

Кинонаграды:
- Главный приз Всесоюзного фестиваля телефильмов («Все мои сыновья»).
- Приз Лучшему фильму Международного кинофестиваля в Севастополе («Жаркий август 91-го года»).
- Специальный Приз жюри за лучшую режиссуру XIII Международного Евразийского телефорума («Мечеть Парижской Богоматери»).
- Приз на VI Международном фестивале во Владикавказе («Кураж»).
- Приз зрителей на Всесоюзном кинофестивале («Дорогой мальчик»).
- Премия Академии наук СССР («Предостережение»).
- Премия Союза журналистов СССР («Все мои сыновья»).
- Премия Ленинградского комсомола («Все мои сыновья»).
- Приз за лучший музыкальный фильм на Всесоюзном фестивале телефильмов («Волшебство»).
- Приз за лучший режиссёрский дебют на фестивале «Мосфильма» («Вид на жительство»).
- Премия Ленинградского отделения Союза журналистов СССР («Звёзды первой величины»).
- Приз жюри за лучшую операторскую работу, Приз зрителей на фестивале «Мосфильма» («Душа»).
- Приз за лучший телевизионный фильм на Фестивале студенческих фильмов ВГИК («Все мои сыновья»).

и другие.